# オファニモン
オファニモンは
1. デジタルモンスターシリーズに登場する架空の生命体・デジタルモンスターの一種。
2. デジモンフロンティアの登場人物。

## 概要
『デジモンペンデュラムプログレスVer.2』で初登場。10枚の金の翼をもつ女性系天使デジモンの最終形態。
セラフィモン、ケルビモンと共にデジタルワールドの中核“神の領域”（カーネル）を守る三大天使デジモンの一体で、一柱を担っている女性の座天使型デジモン。他のデジモンとは隔絶した力を持って、慈悲と慈愛にして癒しの力を司る。
名前の由来は天使の九階級の上から三番目・座天使（オファニム）から。

## 種族としてのオファニモン

### 基本データ
- 世代/究極体
- タイプ/座天使型
- 属性/ワクチン
- 必殺技/セフィロートクリスタル、エデンズジャベリン
- 得意技/エデンズニードル
- 勢力/三大天使

### オファニモン：フォールダウンモード
顔は赤い目で銀色の仮面に覆われ、蝙蝠のような金色の翼が背中にはえている。
- 世代/究極体
- タイプ/堕天使型
- 属性/ワクチン
- 必殺技/フレイムヘルサイズ、デモンズクリスタル
- 勢力/三大天使

### 技能
必殺技
セフィロートクリスタル
十個のクリスタルの結晶を召喚し、相手にぶつける攻撃技。
エデンズジャベリン
手に持つジャベリンで突き刺して、ジャベリンの先端から聖なるビームを放つ攻撃。悪の心を浄化して力を持つ。
フォールダウンモード
デモンズクリスタル
敵を息絶えるまでなぶり続ける召喚技。
フレイムヘルサイズ
武器の鎌となる業火を纏い、敵を狩り焼き尽くす。

### 亜種・関連種・その他
- セラフィモン
- ケルビモン

## 登場人物としてのオファニモン
- デジモンフロンティア - 三大天使デジモンの一角として登場し、主人公たちをメールで導いてきた。ケルビモンの決戦の際に力を使い果たし、デジタマに戻ってしまう。物語終盤でプロットモンに生まれ変わった。
- デジモンアドベンチャー - PSP版において、テイルモンが究極体に進化した姿で登場。劇場版02ではオファニモンが登場していないためか、テイルモンの究極体がホーリードラモンという設定になっている。しかし、『tri.』ではテイルモンが暗黒進化したオファニモン：フォールダウンモードが登場している他、テイルモンの究極体としてホーリードラモンが再登場した。
- デジモンアドベンチャー: - 第64話から登場。